# Mentet
Mentet ([mən'tɛt], en francès oficialment Mantet) és una comuna de la comarca del Conflent, a la Catalunya del Nord). Es troba envoltat per la Reserva natural de Pi - Mentet.

## Etimologia
Segons Coromines, el topònim Mentet prové del nom comú col·lectiu mentētu (lloc abundant en menta), derivat de menta, planta abundant en el lloc, i que dona nom també al Serrat de la Menta, de la mateixa comuna.

## Geografia

### Localització i característiques generals del terme

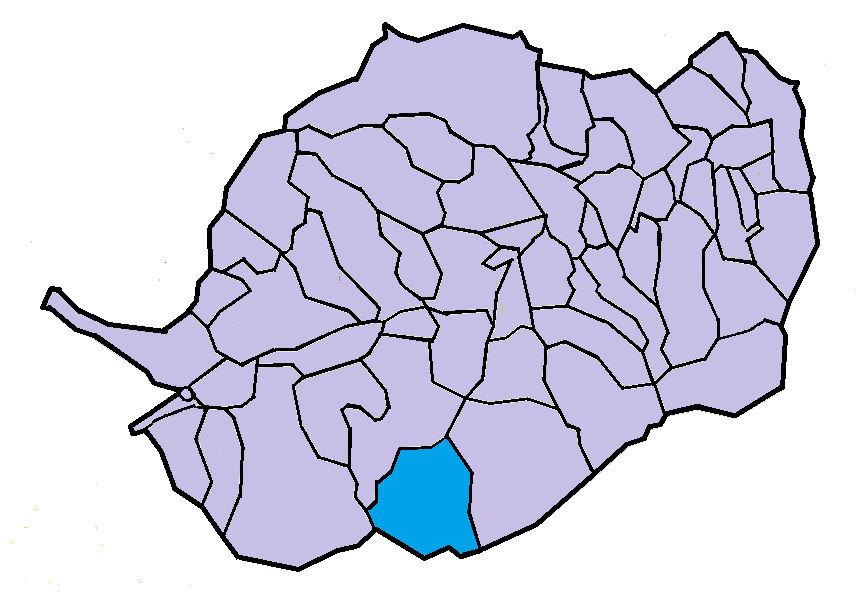
La comuna de Mentet en el Conflent

El terme comunal de Mentet, de 321.500 hectàrees d'extensió, és situat en els contraforts occidentals del Massís del Canigó, just al costat oest de l'extrem sud del centre de la comarca del Conflent. El terme és força accidentat i està majoritàriament cobert de boscs i pastures.
El seu terme està format per tres valls convergents en el nord del terme, a l'indret anomenat la Farga Vella, propera al nord-oest del poble de Mentet. Es tracta, d'orient a ponent, de les valls de la Ribera del Ressec, la Ribera de l'Alemany i la Ribera de Queret, que en ajuntar-se formen la Ribera de Mentet, ja al límit del terme comunal.
Els límits del terme estan formats per les carenes de muntanyes que delimiten aquestes tres valls. La meridional de totes tres i del terme mateix és la carena axial dels Pirineus, des de la Mort de l'Escolà, de 2.457,1 m alt, a llevant, fins al Pic de la Dona, de 2.702,5, a ponent, que és el punt més elevat del terme. Inclou, sempre d'est a oest, la Roca Colom (2.506,5), la Portella de Callau (2.379,3), el Puig de la Llosa (2.445,1), el Pic o Puig de Coma Ermada (2.495,7), la Portella de Morens (2.382,7) i la Portella de Mentet (2.412,3).
A l'est, el termenal amb Pi de Conflent, davalla des de la Mort de l'Escolà (2.457,1) cap a la Serra del Salt dels Cans (2.382), el Cim de Pomerola (2.456), el Pla Seguelar (2.233,2), el Coll de Mentet (1.761), i el Puig del Senyor (1.959,3), triterme amb Nyer i Pi de Conflent, on el termenal torç cap al sud-oest. A l'oest, termenal amb Fontpedrosa, també segueix les carenes que separen les valls esmentades, llevant d'un tram, a la Jaça de les Artigues, on la línia de terme baixa cap a llevant de la carena superior. Així, des del Pic de la Dona s'adreça cap al nord i nord-oest, seguint la Serra Gallinera (2.630 m alt), en la qual hi ha el triterme entre Mentet, Fontpedrosa i Nyer, puja al Pic de Serra Gallinera (2.663), ja limítrof amb Nyer, Coll del Pal (2.295) i Puig de l'Orri (2.040), on el termenal gira cap a llevant i va a trobar el fons de la vall de la Ribera de Mentet per pujar tot seguit cap al Puig del Senyor.
Les dues carenes interiors que separen les valls esmentades van davallant cap al nord - nord-est des dels voltants dels 2.000 metres d'altitud fins a prop del poble de Mentet, que es troba a 1.533 m alt.
El terme comunal de Mentet està inclòs en el Parc Natural Regional del Pirineu Català.
Termes municipals limítrofs:
|             | Nyer                |                            |
| Fontpedrosa |                     | Pi de Conflent             |
|             | Setcases (Ripollès) | Prats de Molló i la Presta |

### El poble de Mentet

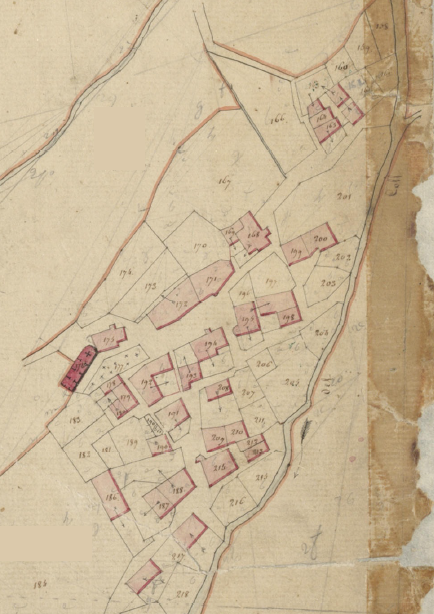
Mentet en el Cadastre napoleònic del 1812 (Arxius Departamentals dels Pirineus Orientals)

Situat a 1.555 metres d'altitud, al nord-est del seu terme comunal, el petit poble de Mentet és un conjunt de cases rústegues situades en un coster coronat per l'església parroquial de Sant Vicenç, romànica. Avui dia moltes de les cases del poble s'han transformat en segones residències.

### Els masos del terme
En el terme de Mentet hi ha poques construccions isolades, lluny del terme. S'hi poden trobar alguns refugis de muntanya, com l'Alberg de Muntanya, o d'Etapa, la Barraca dels Alemanys i el Refugi de l'Alemany. El que sí que hi ha és una bona quantitat de cabanes d'origen principalment ramader, com la Cabana de la Jaça dels Xais, la del Callau, la dels Caps dels Rocs i la de Pomerola, a part de dues utilitzades antigament pels pastors de Mentet, però que són en terme de Nyer: la Cabana de Jaume Batlle i la de l'Orri. També hi ha cortals, com el Cortal de la Jaça del Mig, el de l'Alemany, el del Cim dels Prats, el dels Corralons i el dels Miquelets, a més d'altres que són en ruïnes, com els d'un Cortal sense nom, el del Cortal de la Farga Vella, el de la Molsa, el dels Pradets, el del Tramesor, el de Prat Barrat, el Cortal Nou i els Cortals de Queret, i un orri: l'Orri de la Jaça Grossa. També cal esmentar les ruïnes del Molí i de la Molina, i l'únic pont del terme: el Pont de Queret.

### Hidrologia

#### Cursos d'aigua
Els principals cursos d'aigua del terme són la Ribera de Mentet i les tres riberes que la formen a la capçalera: el Ressec, o Ribera del Ressec, la Ribera de l'Alemany i la Ribera de Queret. La resta són tributaris d'aquestes riberes. Així, el Ressec és format a la capçalera per la Ribera dels Forquets, amb el Rec de Coma Ermada, i per la Ribera del Callau, amb el Rec de Campmagre, i rep aigües avall el Còrrec de la Mala Girada, el Còrrec dels Clots, amb els còrrecs dels Orriets i de la Socarrada, on hi ha la gorja anomenada Canal de l'Ós, el Còrrec del Ferrador, el Còrrec de la Pinosa, amb el dels Miquelets i el Còrrec del Coll. La Ribera dels Alemanys es forma per la unió de la Ribera de la Portella i, del Rec de Bacivers, que hi aporta també la Corregada de Bacivers i el Rec de les Soques, i rep després el Còrrec del Pas de les Vaques, el dels Salits, el dels Abeuradors, el del Solà de l'Alemany, el del Camp de l'Om i el de l'Alemany. Finalment, la Ribera de Queret està formada pels còrrecs de Queret, dels Caps dels Rocs, del Coll del Pal, de la Jaça del Bac, i rep després els còrrecs del Solà de la Serp, del Solà de l'Esperella, del Solà de l'Orri, del Solà del Mig, de les Granyotes i el Còrrec Fosc. Formada ja la Ribera de Mentet, abans de sortir del terme rep encara el Còrrec de la Rosta i el del Solà del Blai.

#### Aiguamolls de muntanya
Hi ha algunes zones humides de muntanya destacables: la Mollera dels Bous, la Mollera Negra, les Molleres dels Abeuradors, les Molleres dels Caps dels Rocs i el Molleriu.

### Orografia
Bastants dels topònims de Mentet indiquen formes de relleu i indrets geogràfics destacats, com bagues: el Bac, el Bac del Baró, la Baga, la Baga de la Portella, la Baga del Callau, la Baga dels Beços i la Baga dels Collets; clots: el Clot d'Espantallops, el Clot del Tallat, els Clots; colls: Coll del Pal, Coll de Mentet, Collets Verds, el Pas de les Soques, el Pas de les Vaques, la Portella de Concrós, la Portella de Callau, la Portella de Mentet, la Portella de Morens, els Portells Tancats; comes: Coma de Bacivers, Coma de la Dona, Coma de la Portella, Coma Ermada; costes: la Costa, la Costa de les Soques i la Costa del Mixó; coves: la Cova de la Dona, la Cova de la Mendosa i la Cova de les Gralles, o de les Encantades; muntanyes: el Cim de Pla Seguelar, el Cim de Pomerola, la Mort de l'Escolà, el Pic o Puig de Coma Ermada, el Pic de la Dona, el Pic de l'Orri, el Pic de Serra Gallinera, el Puig de la Llosa, el Puig del Senyor, o de Farinosa, Roca Colom, o Puig de Roca Colom, o Roc Colom; plans: Pla de Campmagre, Pla de la Biga, Pla de Coma Ermada, Pla de les Esquelles, Pla de les Soques, Pla de Morcilló, Pla Seguelar, Planell de les Sociades, els Planells; serres i serrats: Serra de Bacivers, Serra de la Coma de la Dona, Serra de la Dona, Serra de la Jaça Grossa, Serra de la Portella, Serra del Callau, Serra de les Descàrregues, Serra del Pou, Serra del Roc dels Carmellers, Serra del Salt dels Cans, Serra dels Collets, Serra de Poca-roba, Serra de Queret, o del Sordill, Serra Gallinera, el Serradet, Serrat dels Abeuradors, Serrat dels Sills i Serrat de l'Hereu, i solanes: Solà de l'Alemany, Solà de la Serp, Solà de l'Esperella, Solà del Mig, Solà de l'Orri, la Solanella i el Solell Bonic, o el Lluent.

### El terme comunal
Les partides i indrets específics del terme de Mentet són els Abeuradors, els Aiguerols de Bacivers, l'Alemany, l'Avetosa, la Barraca dels Italians, el Bosigot, el Callau, el Camp de l'Om, el Camp del Turó, els Camps del Bac, els Camps del Coll, els Camps del Courrier, els Camps del Lleguma, els Camps dels Plans, el Cap del Bac, el Cap del Bac de Dalt, els Caps dels Rocs, els Casots, la Comarca de Bacivers, els Corralots, la Corregada de Bacivers, la Descàrrega, la Devesa de Surroca, la Farga, la Farga Vella, la Feixa de Bacivers, la Feixa de la Miralla, la Feixa del Cirer, les Feixes, o Camps, dels Vaquers, els Forquets, el Gelat, la Gleva, o Llis, de Poca-roba, la Grevolosa, la Jaça de Jan de Déu, la Jaça de l'Alemany, la Jaça del Bac, la Jaça del Baró, la Jaça del Callau, la Jaça de les Artigues, la Jaça del Fuster, la Jaça del Mig, o Camp de Queret, la Jaça del Quintà, la Jaça dels Clots, la Jaça dels Salits, la Jaça dels Xais, la Jaça Grossa, la Jaça Vella, el Jaçal, la Mala Girada, la Malesa dels Clots, els Miquelets, la Mort de l'Escolà, la Molsa, el Moscalló, el Moscalló d'Amunt, el Moscalló d'Avall, els Orriets, el Pas de l'Avet, el Pas de les Guilles, els Pasquers Reials, el Pati de les Egües, els Peironets, la Pinosa, la Pinosa dels Caps dels Rocs, Pomerola, el Pont de Queret, els Pradets, el Prat de l'Alemany, el Prat del Peneta, el Prat dels Cotins, els Prats de Queret, la Pujada dels Abeuradors, o Tira-qui-pot, Queret, el Refugi de l'Alemany, el Ressec, el Ribàs, el Riberal del Callau, Ribes de Campmagre, Roca de la Molsa, Roc de l'Alemany, Roc de la Miranda, Roc de la Moixera, Roc de la Mort de l'Escolà, Roc de la Quilla, Roc del Bac, Roc del Ganyau, Roc del Pelat, Roc del Salt dels Cans, Roc dels Burros, Roc dels Carmellers, Roc dels Jueus, Roc dels Tremolosos, Roc de Matacans, Roc Miner, Roc Planer, o d'Espantallops, Rocs Blancs, Roques Roges, la Rosta, les Salines, el Seti del Senyor, la Socarrada, les Soques, els Tarters i la Teuleria. Alguns indiquen senyals termenals, com la Creu de Moscalló, la Creu de Pla Seguelar, el Roc del Coll del Pal i el Roc dels Guardes.

### Fites frontereres
El terme de Mentet té dues fites frontereres (la numeració va d'oest a est, en aquesta comuna de nord a sud-est): les que porten els números 511 i 512.
- La 511, una fita quadrangular amb acabament superior lleugerament piramidal, amb el número pintat en negre damunt d'un requadre blanc, és a la Portella de Mentet, al costat est del camí.

- La 512, una altra creu pintada en un requadre blanc, amb el número dessota, en una roca natural de Roca Colom que mira cap al sud i és a la vora d'un penya-segat.

## Transports i comunicacions

### Carreteres
Una sola carretera arriba al terme de Mentet: la carretera D - 6 (N - 116, a Cornellà de Conflent - Mentet), que uneix Vilafranca de Conflent amb Fullà, Saorra, Pi de Conflent i Mentet. Mentet és a 11,5 quilòmetres de Pi de Conflent, a 17,8 de Saorra, a 21 de Fullà i a 24,5 quilòmetres de la N - 116 i Vilafranca de Conflent.

### Transport públic col·lectiu
Mentet no disposa de cap servei regular de transport públic, però sí que n'hi ha al poble veí de Pi de Conflent, amb dos serveis diaris de la línia 245 de transport públic Le bus à 1 €. Aquesta línia uneix Pi de Conflent amb Saorra (1 quart d'hora), Fullà (20 minuts), Vilafranca de Conflent (mitja hora), Rià (35 minuts) i Prada (40). Circulen de dilluns a dissabte; diumenge i dies festius, sense servei. També hi ha el TAD (Transport à la demande), que serveix tots els pobles de la vall de la Rotjà.

### Els camins del terme
Pel fet que l'única carretera existent en el terme de Mentet, la denominada Ruta de Pi, és l'única apta per a vehicles que uneix Mentet amb els pobles i termes veïns, la resta de camins són interns del terme de Mentet. S'hi poden trobar el Camí de la Farga Vella, el Camí del Bac, el del Coll, o Camí Vell de Pi, el de l'Empriu, o Carrerada de l'Empriu, abans Travessa de Queret, el Camí del Pic de l'Orri, el del Pla Seguelar, el dels Camps dels Plans, el dels Collets Verds, el dels Orriets i el de Queret. Vells camins no aptes per a vehicles sí que enllacen Mentet amb pobles veïns: el Camí de Nyer, el de Nyer a Setcases, el de Prats de Molló a Núria i el de Setcases, o Camí de la Portella. També existeixen el Camí de Carlemany i el Camí Ramader de Mentet, camins antics amb fort valor històric.

## Activitats econòmiques
L'activitat econòmica tradicional de Mentet havia estat sempre lligada a la muntanya, sobretot pel que fa a l'explotació del bosc i a la ramaderia, a part de petites zones de conreu. Són activitats pràcticament desaparegudes, i en l'actualitat han estat substituïdes pel turisme, principalment lligat a la muntanya i al medi natural.

## Història

### Edat mitjana
Mentet és esmentat l'any 1011, en una confirmació a Sant Miquel de Cuixà d'un alou in villa Mentedo. En el testament del comte de Cerdanya Guillem Jordi, del 1097, s'atribuïa Mentet al priorat de nova creació de Santa Maria de Cornellà de Conflent, cosa que es reflecteix en la consagració de l'església parroquial de Sant Vicenç, el 1102, pel bisbe d'Elna Ermengol. Tanmateix, les pastures, o pasquers, depenien de Bernat de Cortsaví i de Ponç de Guàrdia, els quals els donaren a l'abadia de Fontfreda, donació confirmada el 1182 per Alfons I. Entre 1311 i 1324 consta com a senyor de Mentet Bernat Guillem de Torèn, mentre que durant el regnat de Pere III, la senyoria de Mentet passa a mans dels Perellós.
El 1378 Berenguer d'Oms comprava les senyories de Mentet i Torèn a Sibil·la, muller de Ramon de Perellós, adquisició que completava tres anys més tard l'Infant d'Aragó, el futur Joan I, li venia el mer i mixt imperi dels dos llocs esmentats. Al llarg de la resta de l'Edat Mitjana els Oms continuaren com a senyors de Mentet i Torèn.

### Edat Moderna
El 1682 Ramon d'Oms de Santa Pau i d'Oms hagué de vendre'n la senyoria, juntament amb d'altres de les quals era titular, a causa d'una sentència judicial. Cinc anys més tard consta com a senyor de Mentet el militar Silvestre de Bruelh, governador de Bellaguarda. Més tard, ja al segle xviii, hi consta Joan Cir de Setgé, de Prada, el qual la transmeté al seu fill Cosme Tomàs, el qual s'exilià a ran de la Revolució Francesa.
Un detall històric important és que el 1633 el veguer infeudà els pasturatges de Mentet a dotze particulars del lloc, amb una fórmula que denota el despoblament que ja vivia el lloc en aquell moment: els els infeudà com a comunitat, amb vista a poblar aquell lloc i atraure-hi habitants, sense caure en divisions territorials a particulars. Així, comptaven que els dotze particulars i els seus descendents havien de gaudir en comú i en indivís les terres de Mentet.

## Demografia
Mentet és la sisena comuna, o municipi, amb menys població dels Països Catalans, la cinquena de la Catalunya del Nord (totes cinc del Conflent).

### Demografia antiga
La població està expressada en nombre de focs (f) o d'habitants (h)
| 9 f | 7 f | 90 h | 18 f |

Notes:
- 1709: per a Pi de Conflent i Mentet.

### Demografia contemporània
| Evolució de la població |      |      |      |      |      |      |      |      |
| 1793                    | 1800 | 1806 | 1821 | 1831 | 1836 | 1841 | 1846 | 1851 |
| 43                      | 85   | 99   | 108  | 133  | 145  | 133  | 139  | 119  |

| 1856 | 1861 | 1866 | 1872 | 1876 | 1881 | 1886 | 1891 | 1896 |
| ---- | ---- | ---- | ---- | ---- | ---- | ---- | ---- | ---- |
| 117  | 131  | 137  | 201  | 144  | 137  | 157  | 161  | 161  |

| 1901 | 1906 | 1911 | 1921 | 1926 | 1931 | 1936 | 1946 | 1954 |
| ---- | ---- | ---- | ---- | ---- | ---- | ---- | ---- | ---- |
| 157  | 158  | 154  | 120  | 101  | 95   | 79   | 46   | 24   |

| 1962 | 1968 | 1975 | 1982 | 1990 | 1999 | 2006 | 2011 | 2015 |
| ---- | ---- | ---- | ---- | ---- | ---- | ---- | ---- | ---- |
| 13   | 4    | 7    | 23   | 26   | 17   | 21   | 30   | 31   |

Fonts: Ldh/EHESS/Cassini fins al 1999, després INSEE a partir deL 2004

### Evolució de la població

Població 1962-2008

## Administració i política

### Batlles
| Alcalde             | Període                       |
| ------------------- | ----------------------------- |
| Pere Calvet         | 1824 -                        |
| Joan Ricard         | 1866 -                        |
| Manuel Fillols      | 1886 -                        |
| Josep Fillols       | 1891 -                        |
| Pere Ricard         | 1895 -                        |
| Rafael Vidal        | 1964 - 1975                   |
| Noël Haon           | 1975 - 1977                   |
| Olivier Villalongue | 1977 - Març del 1995          |
| Jean-Pierre Vidal   | Març del 1995 - Març del 2001 |
| Odile Guinel        | Març del 2001 - Març del 2014 |
| Jean-Luc Blaise     | Març del 2014 - Moment actual |

### Legislatura 2014 - 2020

#### Batlle
- Jean-Luc Blaise.

#### Adjunts al batlle[8]
- 1a: Marise Camps-Maury
- 2n: Alain Arasa.

#### Consellers municipals
- Jean-Charles Escuder
- Mathieu Maury
- Jean-Pierre Terrail
- Jean Touzeau.

### Adscripció cantonal

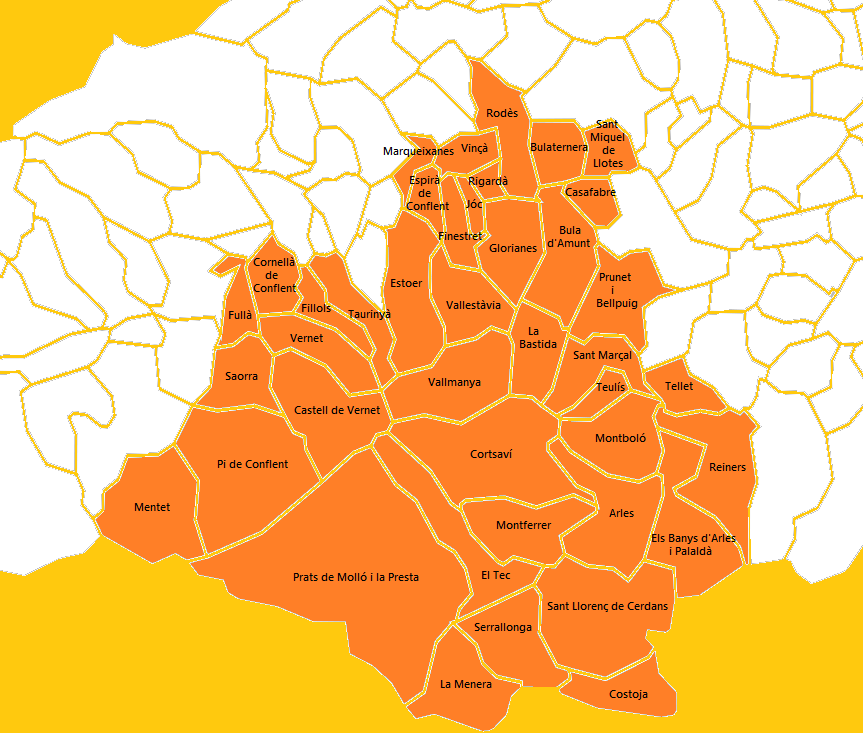
Mapa del Cantó del Canigó

A les eleccions cantonals del 2015 Pi de Conflent ha estat inclòs en el cantó número 2, denominat El Canigó, amb capitalitat al poble dels Banys d'Arles, de la comuna dels Banys i Palaldà. Està format per les viles d'Arles, Prats de Molló i la Presta, Sant Llorenç de Cerdans, del Vallespir, i Vinçà, del Conflent, i els pobles del Conflent de Castell de Vernet, Cornellà de Conflent, Espirà de Conflent, Estoer, Fillols, Finestret, Fullà, Glorianes, Jóc, Marqueixanes, Mentet, Pi de Conflent, Rigardà, Rodès, Saorra, Taurinyà, Vallestàvia, Vallmanya i Vernet, els del Rosselló de la Bastida, Bula d'Amunt, Bulaternera, Casafabre, Prunet i Bellpuig, Sant Marçal, Sant Miquel de Llotes, Tellet i Teulís, i els del Vallespir dels Banys i Palaldà, Cortsaví, Costoja, la Menera, Montboló, Montferrer, Reiners, Serrallonga i el Tec forma part del cantó número 2, del Canigó (nova agrupació de comunes fruit de la reestructuració cantonal feta amb motiu de les eleccions cantonals i departamentals del 2015). Són conselleres per aquest cantó Ségolène Neuville i Alexandre Reynal, tots dos del Partit Socialista francès.

### Serveis comunals mancomunats
Mentet forma part de la Comunitat de comunes de Conflent - Canigó, amb capitalitat a Prada, juntament amb Prada, Arboçols, Campome, Campossí, Canavelles, Castell de Vernet, Catllà, Clarà i Villerac, Codalet, Conat, Cornellà de Conflent, Escaró, Espirà de Conflent, Estoer, Eus, Finestret, Fillols, Fontpedrosa, Fullà, Jóc, Jújols, Marqueixanes, els Masos, Molig, Mosset, Noedes, Nyer, Oleta i Èvol, Orbanyà, Orellà, Pi de Conflent, Rià i Cirac, Rigardà, Saorra, Serdinyà, Soanyes, Sornià, Tarerac, Taurinyà, Toès i Entrevalls, Trevillac, Vallestàvia, Vallmanya, Vernet, Vilafranca de Conflent i Vinçà.

## Ensenyament i Cultura
Mentet no té actualment cap centre d'ensenyament, atesa la poca població de la comuna. Els centres d'ensenyament maternal i primari més propers són els públics de Fullà, Cornellà de Conflent, Oleta, Saorra, Vernet o Vilafranca de Conflent. Pel que fa a secundària, els col·legis de Prada, i els liceus de Prada per al batxillerat.